# Luigi Pisani
Luigi Pisani (né en 1522 à Venise, Italie, alors dans la république de Venise et mort à Venise le 3 juin 1570) est un cardinal italien du XVIe siècle. Il est le neveu du cardinal Francesco Pisani (1517). 

## Biographie
Luigi Pisani est nommé évêque de Padoue en 1555. Il est clerc et président de la chambre apostolique et préfet des Annona. Mgr Pisani participe au concile de Trente en 1562-1563.
Il est créé cardinal par le pape Pie IV lors du consistoire du 12 mars 1565. Il participe au conclave de 1565-1566 (élection de Pie V).